# Rue Émile-Cazier
La rue Émile-Cazier est une rue de la commune de Reims, dans le département de la Marne, en région Grand Est.

## Situation et accès
La rue Émile-Cazier est comprise entre la rue Saint-Hilaire et rue Andrieux. La rue appartient administrativement au quartier Centre-ville de Reims

## Origine du nom
Dénomination de la rue en l’honneur de Jules Émile Alfred Cazier (1844-1878), négociant en tissus, qui créa un prix annuel en faveur des ouvriers méritants. Jules Émile Alfred Cazier est né à Reims, 31, rue Cérès, le 24 mai 1844, et mort à Cannes le 9 janvier 1878. Veuf de Marie Jeanne Armantine Decaudin (1855-1875) il repose dans le canton 3 du Cimetière du Nord.

## Historique
Ancienne rue du Cimetière-Saint-Hilaire. Renommé rue Émile-Cazier en 1886.